# Vochysia apopetala
Vochysia apopetala là một loài thực vật có hoa trong họ Vochysiaceae. Loài này được Ule miêu tả khoa học đầu tiên năm 1915.